# Bisacciidae
Bisacciidae es una familia de foraminíferos bentónicos de la superfamilia Planorbulinoidea, del suborden Rotaliina y del orden Rotaliida. Su rango cronoestratigráfico abarca el Holoceno.

## Clasificación
Bisacciidae incluye a los siguientes géneros:
- Bisaccioides
- Bisaccium